# Macrobrachium iheringi
Macrobrachium iheringi is een garnalensoort uit de familie van de Palaemonidae. De wetenschappelijke naam van de soort is voor het eerst geldig gepubliceerd in 1897 door Ortmann.